# 宮城県松島離宮

## 概要
宮城県松島海岸駅前に位置する宮城県松島離宮は、マリンピア松島水族館の跡地に2020年にオープンした複合観光施設で、レストランでの飲食、伝統工芸体験、ショッピングなどができる。運営元は宮城県刈田郡蔵王町に本社を置く「丸山株式会社」。総事業費は17億円。

## ロゴマーク
宮城県松島離宮で使用されているロゴマークは、宮城県松島離宮の施設の中でも特徴的な十角三重塔（レツルタワー）に、松島湾に浮かぶ満月と伊達政宗の兜の前立てでもある三日月を取り入れたデザインとなっている。ロゴのデザインは公募が行われ、最終的に選定されたロゴは宮城大学の日原広一教授のゼミ学生が作成したもの。4つの最終候補から松島町観光親善大使のサンドウィッチマン、宮城県、松島町、観光協会などからなる「宮城県松島離宮ロゴデザイン審査員」と一般投票により選定されている。

## 施設

### 宮城県松島離宮博物館
東北地方の地形の生い立ちや松島湾の歴史、松島湾の誕生秘話、最古の魚竜類といわれる「ウタツサウルス」の原寸大模型などが展示されている。また松島基地に拠点を置くブルーインパルスのフライトシミュレータも設置されている。

### 屋上庭園「天空の屋上展望台」
9.99mの高さにある屋上3階フロアは屋上展望台になっている。

### 十角三重塔（レツルタワー）
チェコ出身の建築家「ヤン・レツル」が設計し、1909年（明治42年）に建設され、1969年（昭和44年）に災害の被害を受けて取り壊されるまで運営されていた「松島パークホテル」にあった十角塔を再現した塔が設置されている。

### 松島離宮
施設の庭園内に伊達政宗の守護神を祀っている日吉山王神社の分祀である松島離宮（まつしまりぐう）という名の神社がある。

### レストラン
松島湾で獲れた牡蠣を使った料理や、地元の食材を使った創作料理を提供するレストランが複数ある。

### 離宮ホール
伝統工芸体験・ワークショップの会場となる多目的ホール。

## 伝統工芸体験・ワークショップ一覧
こけし絵付け体験
宮城県の伝統工芸品こけしに、絵付けを施す体験。
キャンドル作り
蜜蝋やアロマオイルを使ったキャンドルを作る体験。
陶芸体験
電動ろくろもしくは手びねりで陶器を作る体験。
和菓子作り
季節の食材を使用した和菓子を作る体験。
藍染め体験
伝統的な藍染め技法で手ぬぐいやハンカチなどを染める体験。
料理教室
地元食材を調理してその場で食べる体験。

## 恋人の聖地
宮城県松島離宮は恋人の聖地にも認定されており、デート目的でも利用されている。

## 受賞歴
2020年一般社団法人照明学会「照明普及賞」受賞。

## アクセス
「仙台」駅からJR仙石線で約40分、「松島海岸」駅で下車し徒歩1分ほど。仙台空港から車であれば70分ほどの距離に位置している。

### 所在地
宮城県宮城郡松島町松島字浪打浜18番地